# Високопродуктивний скринінг

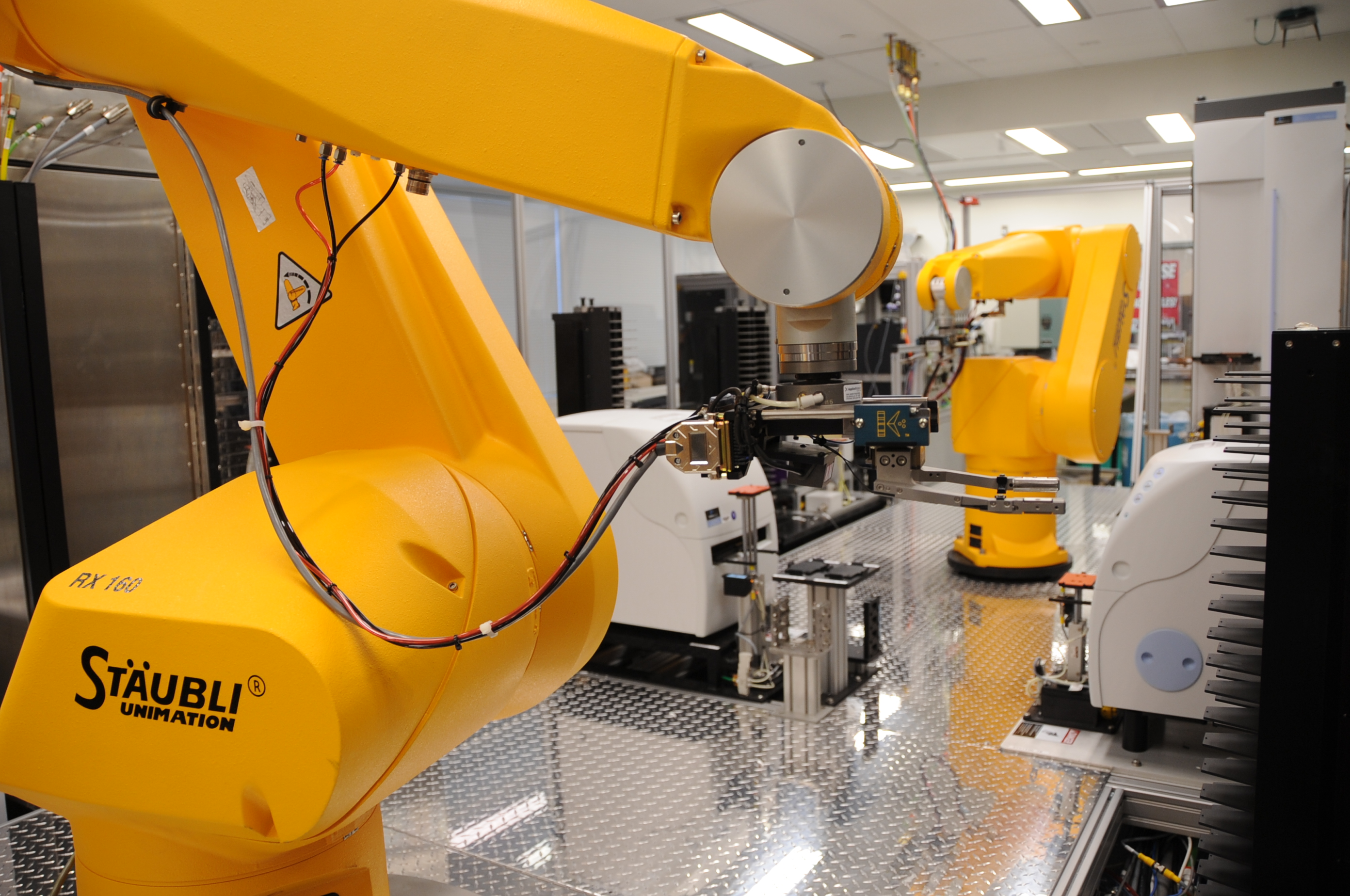
Високопродуктивні скринінгові роботи.

Високопродуктивний скринінг (англ. High-throughput screening) — це метод для наукових експериментів, особливо використовуваних для пошуку нових лікарських препаратів і належить до біології та хімії. Використовуючи робототехніку, обробку даних та управління з програмним забезпеченням, пристрої рідинної обробки і чутливі детектори, високопродуктивний скринінг дозволяє досліднику швидко проводити мільйони хімічних, генетичних, або фармакологічних тестів. За допомогою цього процесу можна швидко ідентифікувати активні сполуки, антитіла, або гени, які модулюють конкретний бімолекулярний шлях. Результати цих експериментів слугують відправною точкою для розробки ліків і надають розуміння про взаємодію або роль конкретного біохімічного процесу в біології.